# Gare de Jemappes
La gare de Jemappes est une gare ferroviaire belge de la ligne 97, de Mons à Quiévrain (frontière), située à Jemappes, section de la commune de Mons, dans la province de Hainaut en Région wallonne.
Elle est mise en service en 1842 par l'administration des chemins de fer de l'État belge. C'est un point d'arrêt non géré de la Société nationale des chemins de fer belges (SNCB) desservi par des trains Intercity (IC), Omnibus (L) et d'Heure de pointe (P).

## Situation ferroviaire
Établie à 27 mètres d'altitude, la gare de Jemappes est située au point kilométrique (PK) 4,300 de la ligne 97, de Mons à Quiévrain (frontière), entre les gares de Mons et de Quaregnon.

## Histoire
À la suite de la création de la ligne 97, la commune de Jemappes s’est engagée (par convention avec les Ponts et Chaussées) à céder gratuitement à l’État les terrains nécessaires à l’établissement dans la commune d’une station de chemin de fer.

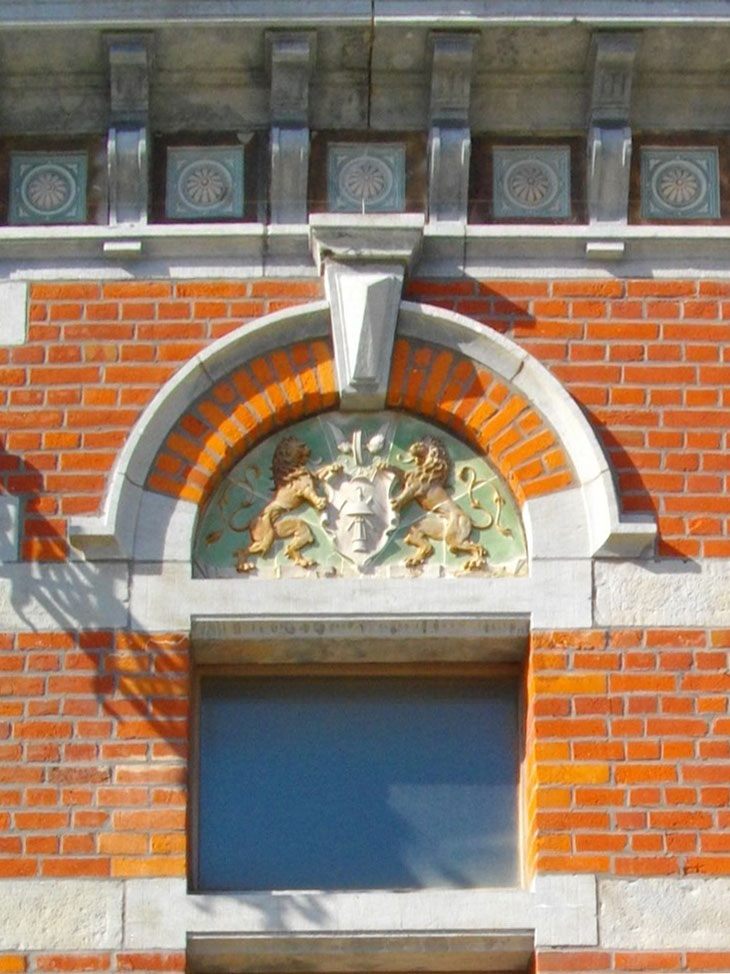
Détail de la façade.

La gare fut construite en 1898. Sur la façade, subsistent, à gauche et à droite de l’entrée principale, deux écussons sculptés. Dans chacun d'entre eux, deux lions tiennent un écusson plus petit qui représente la roue ailée (emblème de la Société nationale des chemins de fer belges) et, en-dessous, la lampe de mineur. Sur la droite du bâtiment voyageurs, se trouvait le bureau du télégraphe avec l'inscription « Télégraphe et Télégraaf », en utilisant les deux langues nationales comme dans la plupart des gares de Belgique.
Jemappes était également une gare charbonnière, et entretenait un trafic important lié à l’extraction de la houille au puits 28 ; il existait ainsi un faisceau de voies de triage, désormais disparu.
Lors de la Première Guerre mondiale, la gare fut bombardée et subit d'importants dégâts, car elle se situe entre Bruxelles et Mons, mais également entre Saint-Ghislain et Lille. En 1944, les lignes concernées furent bombardées à nouveau mais cette fois, la gare fut épargnée ; par contre, celle de Saint-Ghislain fut entièrement détruite.
Les Jemappiens tiennent beaucoup à leur gare, et, à la suite de réunions citoyennes, la ville de Mons a acheté à la SNCB le bâtiment voyageurs. Il a été réaménagé en bureau de police et inauguré en 2004.

## Service des voyageurs

### Accueil
Halte SNCB, c'est un point d'arrêt non géré (PANG) à accès libre.
Un souterrain permet la traversée des voies et le passage d'un quai à l'autre.

### Desserte
Jemappes est desservie par des trains Intercity (IC), Omnibus (L) et d'Heure de pointe (P) de la SNCB, qui effectuent des missions sur la ligne commerciale 78 (Mons - Tournai - Lille-Flandres) (voir brochures SNCB).
En semaine, la desserte comprend :
- Des trains IC-14 reliant Quiévrain à Liège via Bruxelles ;
- Des trains L reliant Quévy et Mons à Tournai ou Mouscron ;
- Quatre paires de trains P Mons - Tournai ;
- Deux trains P Ath - Tournai ;
- Deux paires de trains P Quiévrain - Schaerbeek.

Les week-ends et jours fériés, la desserte comporte :
- Des trains IC-25 Mouscron - Liers via Charleroi et Namur ;
- Des trains L Quiévrain - Mons.

### Intermodalité
Un parc pour les vélos et un parking pour les véhicules y sont aménagés.

## Comptage voyageurs
Ce graphique et tableau montre le nombre de voyageurs embarquant en moyenne durant la semaine, le samedi et le dimanche.
| Nombre de passagers qui embarquent à la gare de Jemappes | Nombre de passagers qui embarquent à la gare de Jemappes | Nombre de passagers qui embarquent à la gare de Jemappes | Nombre de passagers qui embarquent à la gare de Jemappes |
|                                                          | Semaine                                                  | Samedi                                                   | Dimanche                                                 |
| -------------------------------------------------------- | -------------------------------------------------------- | -------------------------------------------------------- | -------------------------------------------------------- |
| 1977                                                     | 659                                                      | 131                                                      | 99                                                       |
| 1978                                                     | 617                                                      | 96                                                       | 102                                                      |
| 1979                                                     | 651                                                      | 100                                                      | 258                                                      |
| 1980                                                     | 547                                                      | 94                                                       | 103                                                      |
| 1981                                                     | 527                                                      | 101                                                      | 103                                                      |
| 1982                                                     | 431                                                      | 74                                                       | 88                                                       |
| 1983                                                     | 430                                                      | 83                                                       | 81                                                       |
| 1984                                                     | 314                                                      | 59                                                       | 56                                                       |
| 1985                                                     | 341                                                      | 72                                                       | 64                                                       |
| 1986                                                     | 294                                                      | 80                                                       | 65                                                       |
| 1987                                                     | 306                                                      | 91                                                       | 40                                                       |
| 1988                                                     | 370                                                      | 113                                                      | 85                                                       |
| 1989                                                     | 443                                                      | 162                                                      | 111                                                      |
| 1990                                                     | 484                                                      | 146                                                      | 105                                                      |
| 1991                                                     | 491                                                      | 160                                                      | 149                                                      |
| 1992                                                     | 542                                                      | 158                                                      | 111                                                      |
| 1993                                                     | 613                                                      | 162                                                      | 147                                                      |
| 1994                                                     | 445                                                      | 147                                                      | 176                                                      |
| 1995                                                     | 450                                                      | 136                                                      | 102                                                      |
| 1996                                                     | 629                                                      | 293                                                      | 132                                                      |
| 1997                                                     | 493                                                      | 147                                                      | 132                                                      |
| 1998                                                     | 484                                                      | 133                                                      | 104                                                      |
| 1999                                                     | 435                                                      | 151                                                      | 113                                                      |
| 2000                                                     | 506                                                      | 170                                                      | 105                                                      |
| 2001                                                     | 388                                                      | 142                                                      | 128                                                      |
| 2002                                                     | 467                                                      | 113                                                      | 138                                                      |
| 2003                                                     | 374                                                      | 113                                                      | 76                                                       |
| 2004                                                     | 384                                                      | 123                                                      | 112                                                      |
| 2005                                                     | 409                                                      | 185                                                      | 149                                                      |
| 2006                                                     | 473                                                      | 164                                                      | 152                                                      |
| 2007                                                     | 514                                                      | 212                                                      | 162                                                      |
| 2008                                                     | -                                                        | -                                                        | -                                                        |
| 2009                                                     | 514                                                      | 174                                                      | 147                                                      |
| 2010                                                     | -                                                        | -                                                        | -                                                        |
| 2011                                                     | -                                                        | -                                                        | -                                                        |
| 2012                                                     | 549                                                      | 276                                                      | 228                                                      |
| 2013                                                     | 687                                                      | 374                                                      | 215                                                      |
| 2014                                                     | 619                                                      | 361                                                      | 266                                                      |
| 2015                                                     | 514                                                      | 183                                                      | 145                                                      |
| 2016                                                     | 583                                                      | 172                                                      | 163                                                      |
| 2017                                                     | 591                                                      | 199                                                      | 176                                                      |
| 2018                                                     | 481                                                      | 186                                                      | 170                                                      |
| 2019                                                     | 526                                                      | 210                                                      | 159                                                      |
| 2020                                                     | 418                                                      | 153                                                      | 121                                                      |
| 2021                                                     | -                                                        | -                                                        | -                                                        |
| 2022                                                     | 580                                                      | 263                                                      | 164                                                      |
| 2023                                                     | 502                                                      | 290                                                      | 235                                                      |
| 2024                                                     | 511                                                      | 313                                                      | 246                                                      |